# Catocala romana
Catocala romana är en fjärilsart som beskrevs av Schultz 1909. Catocala romana ingår i släktet Catocala och familjen nattflyn. Inga underarter finns listade i Catalogue of Life.